# Chamberlain (Ontario)
Chamberlain to gmina (ang. township) w Kanadzie, w prowincji Ontario, w dystrykcie Timiskaming.
Powierzchnia Chamberlain to 110,13 km².
Według danych spisu powszechnego z roku 2001 Chamberlain liczy 348 mieszkańców (3,16 os./km²).